# Vrizy
Vrizy è un ex comune francese di 360 abitanti situato nel dipartimento delle Ardenne nella regione del Grand Est. Il 1º gennaio 2016 il comune è stato accorpato, insieme al comune di Terron-sur-Aisne, al comune di Vouziers. 

## Società

### Evoluzione demografica
Abitanti censiti